# 焦陂镇
焦陂镇，是中华人民共和国安徽省阜阳市阜南县下辖的一个乡镇级行政单位。

## 行政区划
焦陂镇下辖以下地区：
焦寨村、朱郢村、付庄村、徐棚村、曹庄民族村、田铺村、焦陂民族村、牛寨村、杜郢村、三和民族村、尹寨村、王楼村、张店村、杨行村和闫庙村。